# Christian Friedrich Wilhelm von der Osten
Christian Friedrich Wilhelm von der Osten gen. Sacken, auch von der Osten-Sacken  (* 11. Juli 1741 in Gabersee; † 3. Oktober 1793 in Deutsch Krone) war ein preußischer Landrat. Er stand von 1772 bis 1775 dem Kreis Deutsch Krone vor. 

## Leben
Er stammte aus der uradligen Familie von der Osten. Sein Vater Anton Ernst von der Osten (* 1693; † 1745) war kursächsischer Major. Seine Mutter Friederike Christine (* 1719; † nicht ermittelt) war eine geborene Kölbel von Geysing. Er war das einzige Kind.
Christian Friedrich Wilhelm von der Osten trat in die Armee des Königreichs Polen ein, in der er bis zum Major aufstieg. Um 1768 nahm er seinen Abschied. 1769 heiratete er Henriette Wilhelmine Elisabeth (* 1749; † nicht ermittelt), eine geborene von der Goltz und Tochter des polnischen Generals Georg Wilhelm von der Goltz. Als Mitgift brachte sie das Gut Lüben bei Deutsch Krone mit. 
Nach der Ersten Polnischen Teilung 1772 gewann der preußische Staatsmann und Organisator Franz Balthasar Schönberg von Brenkenhoff ihn für den preußischen Staatsdienst. Er wurde zum ersten Landrat des neu gebildeten Kreises Deutsch Krone im Netzedistrikt ernannt. Bereits 1773 bemühte er sich jedoch um einen Wechsel in die preußische Armee, was König Friedrich der Große persönlich ablehnte. 1775 wurde er wegen schlechter Führung als Landrat entlassen. Neuer Landrat wurde Jacob Otto von Wobeser. 
Christian Friedrich Wilhelm von der Osten bemühte sich mehrfach um ein neues Amt im preußischen Zivil- oder Militärdienst, blieb aber erfolglos. Er starb 1793 als Erbherr auf Lüben.
Sein Sohn Friedrich Bernhard August von der Osten–Sacken (* 1778; † 1861) wurde im Jahre 1800 in den preußischen Grafenstand erhoben und nahm als preußischer Oberst und Kommandeur eines Jägerregiments an den Feldzügen 1813/1814 teil, selbst seit 1801 mit Amalie Gräfin Hoym-Droissig (* 1763; † 1840), nach Freiherr Leopold von Zedlitz-Neukirch früher vermählte von Hohenlohe-Ingelfingen, verheiratet. Später erwarb er mit Bellin und Marienhoff Güter in Mecklenburg. Schwiegertochter Amalie war die Tochter der Christiane von der Osten-Sacken aus derer ersten Ehe mit  Julius Gebhard Graf von Hoym.